# 주노 (영화)
《주노》(영어: Juno)는 2007년 개봉한 미국의 성장 코미디 드라마 영화이다. 제이슨 라이트먼이 감독하고, 디아블로 코디가 각본을 썼다. 엘리엇 페이지(엘런 페이지로 출연)가 예기치 않은 임신을 하게 되는 제목의 10대 소녀 역할을 맡았고, 그 외에 마이클 세라, 제니퍼 가너, 제이슨 베이트먼, 앨리슨 재니, J. K. 시먼스 등이 출연하였다.
2007년 2월 초부터 3월까지 브리티시컬럼비아주 밴쿠버에서 촬영되었다. 제32회 토론토 국제 영화제에 초청되어 2007년 9월 8일 전 세계 최초로 상영되었으며 기립박수를 받았다. 2008년 제80회 아카데미상에서 각본상을 수상하였고, 작품상, 감독상, 여우 주연상(엘런 페이지) 등 3개 부문에 후보 지명되었다.

## 줄거리
16세 소녀 주노는 육상부 폴리 블리커와 의자에서 섹스를 치르고 두 달 뒤 임신했음을 알게 된다. 처음에는 낙태를 생각하지만 여성 센터까지 가서 생각이 바뀌어 애를 낳기로 결심한다. 벼룩 신문 광고를 통해 아이를 원하는 부부가 있다는 걸 알고 애를 입양 보내기로 결정한 주노는 친구 리아와 부모님의 협조를 얻는다.
주노는 아버지와 함께 아이를 입양할 로링 부부를 찾아간다. 이들은 부유한 형편에 안정적인 직업을 갖췄으며, 아내 버네사가 특히 아이를 열렬하게 원하고 있다. 주노는 부부를 아이를 잘 키워 줄 사람들로 여긴다. 한편 남편 마크는 주노처럼 록 밴드 경력이 있어 음악 취향이 잘 맞아 주노는 이후 몇 번씩 연락을 주고 받으며 뱃속 아이 소식도 공유하며 친하게 지낸다. 그러나 버네사를 불편하게 하기도 하며 어머니에게서 핀잔을 듣는다.
주노는 학교에서도 임신 사실을 공개적으로 밝히고 다니고 학생들의 주목을 받는다. 블리커는 주노를 진짜 연인으로 여기고 있으나 주노는 블리커를 하룻밤 불장난 상대로밖에 생각하지 않는다. 그러나 나중에 블리커가 다른 여학생과 어울리자 주노가 오히려 질투하는 모습을 보이고 둘은 크게 다툰다.
마크는 주노와 점차 관계가 깊어지면서 자신의 취미를 간직한 지하실 방을 보여주며, 사실 결혼 생활이 원만하지 않으며 버네사와 이혼을 할 생각임을 밝힌다. 마크는 본인이 아직 아빠가 될 준비가 되지 않았다고 생각하며 자신의 창작 생활을 줄이려고 하는 버네사에게 불만을 가지고 있다. 이들을 완벽한 부부라고 생각했던 주노는 크게 실망하여 떠났다가 다시 돌아와 버네사 앞으로 쪽지를 남긴다. 쪽지에는 버네사가 아직 생각이 있으면 자기도 생각이 있다는 말이 담겨 있었다.
아버지와 대화 후 주노는 사랑하는 상대가 블리커임을 받아들이고 그와 화해한다. 해가 바뀌고, 주노는 어머니와 리아의 도움을 받으며 남자아이를 낳는다. 중요한 대회가 있는 블리커에게는 출산 사실을 알려주지 않지만 블리커는 우승한 후 눈치를 채고 제 발로 주노를 찾아온다.
아기는 본격적인 이혼 절차를 밟기 시작한 뒤 홀로 아이를 키우기로 결심한 버네사에게 전해진다. 출산 후 주노가 블리커와 연인 관계를 이어나가며 영화가 끝이 난다.

## 출연진
- 엘런 페이지 - 주노 맥거프 역: 교내 밴드에서 기타를 치고, 슬래셔 영화와 하드코어 록을 좋아하는 고등학교 2학년 여학생. 친구 블리커와 첫 성관계를 치르고 임신하게 된다. 이름 '주노'는 그리스 신화를 좋아하는 아버지 맥이 지었다.

- 마이클 세라 - 폴리 블리커 역: 육상 선수를 지망하는 주노의 남자친구. 주노가 아이를 가졌단 소식에 처음에는 당황하지만 곧 아빠로서의 자각을 가진다. 그의 어머니는 주노를 좋아하지 않는 편이다. 첫 경험 때 주노가 입었던 속옷을 계속 가지고 있다.

- 제니퍼 가너 - 버네사 로링 역: 결혼할 때부터 아이를 원했다고 한다.

- 제이슨 베이트먼 - 마크 로링 역: 주노와 마찬가지로 밴드에서 기타를 쳤으며 공포 영화 중에서는 다리오 아르젠토의 작품을 최고로 여긴다. 직업은 광고 음악 작곡가이다.

- 앨리슨 재니 - 브렌 맥거프 역; 주노의 새어머니. 직업은 네일 아티스트.

- J. K. 시먼스 - 맥 맥거프 역: 주노의 아버지. 은퇴한 군인이며 현재는 에어컨 사업을 하고 있다.

- 올리비아 설비 - 리아 역: 주노의 가장 친한 친구이자 학교의 치어리더이다. 학교 선생님을 유혹하고 싶어한다.

- 아일린 페디 - 거타 라우스 역: 로링 부부의 담당 변호사이다.

- 레인 윌슨 - 롤로 역: 편의점 직원.

- 밸러리 톈 - 수친 역

- 에밀리 퍼킨스 - 펑크족 임신 중절 전문 병원 접수 담당자 역

- 시에라 핏킨 - 리버티 벨 맥거프 역

## 제작
영화 각본은 전직 스트리퍼 출신 작가 디아블로 코디가 썼다. 그녀의 자전적인 이야기로, 섹시한 치어리더 친구, 햄버거 전화기, 심성 여린 남자친구 등의 설정은 모두 코디의 개인 경험에서 나왔다. 다만 실제로 임신한 적은 없다.

## 반응
로저 이버트는 《주노》를 2007년 최고의 영화로 꼽으면서 “진정 위대한 코미디 영화이자 지혜롭고, 날쌔며, 매력적이고 감동적이기까지 하다. 정말, 정말, 정말 재미있다”고 묘사했다.

## 수상
제25회 인디펜던트 스피릿 어워드에서 작품상, 감독상, 신인 각본상, 여우 주연상 등 총 4개 부문에 후보로 오르면서 《아임 낫 데어》(2007)와 함께 최다 부문 후보 지명작이 되었다.
| 연도 | 상                              | 부문                                | 수상자                              | 결과 | 출처         |
| ---- | ------------------------------- | ----------------------------------- | ----------------------------------- | ---- | ------------ |
| 2008 | 제65회 골든 글로브상            | 뮤지컬·코미디 영화 부문 작품상      | 《주노》                            | 후보 | [ 7 ]        |
| 2008 | 제65회 골든 글로브상            | 뮤지컬·코미디 영화 부문 여우 주연상 | 엘런 페이지                         | 후보 | [ 7 ]        |
| 2008 | 제65회 골든 글로브상            | 각본상                              | 디아블로 코디                       | 후보 | [ 7 ]        |
| 2008 | 제80회 아카데미상               | 작품상                              | 리앤 핼폰, 메이슨 노빅, 러셀 스미스 | 후보 | [ 8 ]        |
| 2008 | 제80회 아카데미상               | 감독상                              | 제이슨 라이트먼                     | 후보 | [ 8 ]        |
| 2008 | 제80회 아카데미상               | 여우 주연상                         | 엘런 페이지                         | 후보 | [ 8 ]        |
| 2008 | 제80회 아카데미상               | 각본상                              | 디아블로 코디                       | 수상 | [ 8 ]        |
| 2008 | 제23회 인디펜던트 스피릿 어워드 | 작품상                              | 《주노》                            | 수상 | [ 9 ] [ 10 ] |
| 2008 | 제23회 인디펜던트 스피릿 어워드 | 감독상                              | 제이슨 라이트먼                     | 후보 | [ 9 ] [ 10 ] |
| 2008 | 제23회 인디펜던트 스피릿 어워드 | 여우 주연상                         | 엘런 페이지                         | 수상 | [ 9 ] [ 10 ] |
| 2008 | 제23회 인디펜던트 스피릿 어워드 | 신인 각본상                         | 디아블로 코디                       | 수상 | [ 9 ] [ 10 ] |

## 같이 보기
- 미혼모
- 제니, 주노